# Liste der Monuments historiques in Dun-sur-Meuse
Die Liste der Monuments historiques in Dun-sur-Meuse führt die Monuments historiques in der französischen Gemeinde Dun-sur-Meuse auf.

## Liste der Immobilien
| Bezeichnung                      | Beschreibung  | Standort               | Kennzeichnung | Schutzstatus | Datum | Bild           |
| -------------------------------- | ------------- | ---------------------- | ------------- | ------------ | ----- | -------------- |
| Kirche Notre-Dame-de-Bonne-Garde | 1346 begonnen | Rue de l’Église (Lage) | PA00106531    | Classé       | 1926  | weitere Bilder |

## Liste der Objekte
| Bezeichnung                            | Beschreibung                                                                      | Standort                                       | Kennzeichnung | Schutzstatus | Datum | Bild |
| -------------------------------------- | --------------------------------------------------------------------------------- | ---------------------------------------------- | ------------- | ------------ | ----- | ---- |
| Grabstein für Jean-Baptiste Desban     | Marmor, bezeichnet 1730                                                           | in der Kirche Notre-Dame-de-Bonne-Garde (Lage) | PM55000965    | Classé       | 1994  |      |
| Gitter der Taufkapelle                 | Schmiedeeisen,18. Jahrhundert                                                     | in der Kirche Notre-Dame-de-Bonne-Garde (Lage) | PM55000225    | Classé       | 1913  |      |
| Sitzbank                               | Holz, 17. Jahrhundert; im Ersten Weltkrieg zerstört                               | in der Kirche Notre-Dame-de-Bonne-Garde (Lage) | PM55001256    | Classé       | 1913  |      |
| Retabel                                | Holz, farbig gefasst, 18. Jahrhundert                                             | in der Kirche Notre-Dame-de-Bonne-Garde (Lage) | PM55000224    | Classé       | 1913  |      |
| 53 Kirchenbänke                        | Eichenholz, 18. Jahrhundert                                                       | in der Kirche Notre-Dame-de-Bonne-Garde (Lage) | PM55001828    | Inscrit      | 2000  |      |
| Orgel                                  | Haupteintrag für PM55000222                                                       | in der Kirche Notre-Dame-de-Bonne-Garde (Lage) | PM55001401    | Classé       | 1913  |      |
| Orgelprospekt                          | 1710 von Jean Boizard gebaut                                                      | in der Kirche Notre-Dame-de-Bonne-Garde (Lage) | PM55000222    | Classé       | 1913  |      |
| Grabstein für Nicole des Armoises      | Stein, bezeichnet 1514                                                            | in der Kirche Notre-Dame-de-Bonne-Garde (Lage) | PM55000218    | Classé       | 191   |      |
| Grabstein für Jean Robert              | Stein, bezeichnet 1553                                                            | in der Kirche Notre-Dame-de-Bonne-Garde (Lage) | PM55000219    | Classé       | 1913  |      |
| Zweisitziger Kirchenstuhl              | in der Chapelle des Morts; Eichenholz, 18. Jahrhundert                            | in der Kirche Notre-Dame-de-Bonne-Garde (Lage) | PM55000231    | Classé       | 1982  |      |
| Apostelretabel                         | Stein, farbig gefasst, 14. Jahrhundert; fünf Fragmente erhalten                   | in der Kirche Notre-Dame-de-Bonne-Garde (Lage) | PM55001372    | Classé       | 2002  |      |
| Tisch                                  | Holz, 17. Jahrhundert; im Ersten Weltkrieg zerstört                               | in der Kirche Notre-Dame-de-Bonne-Garde (Lage) | PM55001257    | Classé       | 1913  |      |
| Skulptur Madonna mit Kind              | Holz, 18. Jahrhundert                                                             | in der Kirche Notre-Dame-de-Bonne-Garde (Lage) | PM55000228    | Classé       | 1981  |      |
| Skulpturen an einem Pfeiler            | sieben Skulpturen und ein Relief; Kalkstein, 18. Jahrhundert                      | in der Kirche Notre-Dame-de-Bonne-Garde (Lage) | PM55000229    | Classé       | 1982  |      |
| Grabstein für Hugues Bari genannt Cady | Kalkstein, 16. Jahrhundert                                                        | in der Kirche Notre-Dame-de-Bonne-Garde (Lage) | PM55000964    | Classé       | 1994  |      |
| Konsoltisch                            | Holz, Marmor, 17. Jahrhundert                                                     | in der Kirche Notre-Dame-de-Bonne-Garde (Lage) | PM55000220    | Classé       | 1913  |      |
| Zwei zweisitzige Kirchenstühle         | in der Dreifaltigkeitskapelle; Holz, 18. Jahrhundert                              | in der Kirche Notre-Dame-de-Bonne-Garde (Lage) | PM55000230    | Classé       | 1982  |      |
| Relief Vier knieende Stifter           | Stein, 15. Jahrhundert                                                            | in der Kirche Notre-Dame-de-Bonne-Garde (Lage) | PM55000226    | Classé       | 1936  |      |
| Wandvertäfelung                        | Holz, bemalt, 17. Jahrhundert                                                     | in der Kirche Notre-Dame-de-Bonne-Garde (Lage) | PM55000221    | Classé       | 1913  |      |
| Kanzel                                 | Holz, 18. Jahrhundert                                                             | in der Kirche Notre-Dame-de-Bonne-Garde (Lage) | PM55000227    | Classé       | 1936  |      |
| Baldachin des Hauptaltars              | Marmor, Holz, 18. Jahrhundert                                                     | in der Kirche Notre-Dame-de-Bonne-Garde (Lage) | PM55000223    | Classé       | 1913  |      |
| Zwei Skulpturen: Betende Engel         | Terrakotta, Anfang des 19. Jahrhunderts                                           | in der Kirche Notre-Dame-de-Bonne-Garde (Lage) | PM55002764    | Inscrit      | 1984  |      |
| Vier Engelsskulpturen                  | Holz, farbig gefasst und vergoldet, 18. Jahrhundert; eine Skulptur 2019 gestohlen | in der Kirche Notre-Dame-de-Bonne-Garde (Lage) | PM55002763    | Inscrit      | 1984  |      |